# جير ماكدونل
جير ماكدونل (بالإنجليزية: Ger McDonnell)‏ هو مهندس أيرلندي، ولد في 20 يناير 1971 في Kilcornan ‏ في جمهورية أيرلندا، وتوفي في 2 أغسطس 2008 في جبل كي 2 في باكستان.